# Cindy Hydeová-Smithová
Cindy Hydeová-Smithová (Hyde-Smith, * 10. května 1959 Brookhaven) je americká politička za Republikánskou stranu. Od roku 2018 je senátorkou Senátu Spojených států amerických za Mississippi. Předtím byla v letech 2000–2012 poslankyní Sněmovny reprezentantů Mississippi a následně v letech 2012–2018 vedla mississippský odbor pro zemědělství a obchod.
V Senátu se řadí ke konzervativním republikánům. Je proti hnutí Black Lives Matter a nejednou v minulosti vyvolala svými výroky kontroverzi. V březnu 2021 obhajovala nové zákony státu Georgie potlačující volební práva Afroameričanů odvoláváním se na tzv. "svěcení" neděle.